# Nomina Anatomica
Nomina Anatomica (NA; in italiano "Nomenclatura anatomica") è stato lo standard internazionale sulla terminologia anatomica umana dal 1955 fino a quando è stata sostituita da Terminologia Anatomica nel 1998.
Redatta in lingua latina, la sua prima pubblicazione risale al 1895, che è stata adottata come standard internazionale per i nomi delle parti del corpo umano dal 1955.
Un'edizione multilingue (oltre al latino: cinese, francese, esperanto, inglese) fu pubblicata nel 1989.